# Étienne Balázs
Étienne Balazs (Balázs István, Stefan Balazs, Etienne Balazs, segons l'idioma de la publicació) (Budapest, 24 de gener de 1905 - 29 de novembre de 1963), fou un sinòleg i historiador francès d'origen hongarès.

## Biografia
Ni a Hongria ni Àustria va poder estudiar la llengua xinesa perquè en aquests països no s'ensenyava aquesta llengua. Va fer estudis universitaris a París i a Berlín, on obtingué el doctorat. A partir de l'arribada del nazisme resideix a França i anys més tard va adquirir la nacionalitat francesa (amb el cognom sense accent). Del 1940 al 1945 va viure i al Tarn i a la zona de la Garona, on es va dedicar a l'agricultura. Fou professor a Montauban. El 1948 va anar a París. Membre del CNRS (Centre Nacional d'Investigacions Científiques). El 1955 fou director d'estudis de l'Ecole pratique des Hautes Etudes. Les seves recerques el van fer viatjar al Japó el 1957 on sofrí el primer atac de cor. Va morir sobtadament d'un segon atac de cor el 1963.
Va denominar el període comprès entre els segles iii i iv com a Edat Mitjana xinesa. Va ser un gran lector de Marx i Weber. Considerava que l'evolució de les societats no era lineal. Va pronosticar que després d'un segle xx amb l'hegemonia dels Estats Units i l'URSS arribaria un segle xxi xinès.
D'Étienne Balazs se sabia les seves simpaties marxistitzants i les seves antipaties vers el comunisme soviètic i xinès però pocs coneixen que va publicar el 1947 un escrit de 38 pàgines amb el pseudònim de P.-L. Tomori amb el títol “Qui succédera au capitalisme?” que posteriorment va tenir una certa influència entre grups d'extrema esquerra i antiestatistes.

## Obres
- Tesi doctoral:"Beiträge zur Wirtschaftsgeschichte der T'ang-Zeit. (Mitteilungen des Seminars für Orientalische Sprachen, 34, 1931, S. 1–92, 35, 1932, S. 1–73, 36, 1933, S. 1–62).Obra on es tracta per primer cop les estructures econòmiques entre l'època de les Sis Dinasties (segles iii i iv)i els Song (segles X-XIII).
- Le traité économique du "Soueichou", 1953
- Le traité juridique du "Soueichou", 1954 (Études sur la société et l'économie de la Chine médiévale. Volum 1)
- Chinese civilization and bureaucracy variations on a theme, 1964
- Political theory and administrative reality in traditional China (School of Oriental and African Studies, University of London, 1965 - 80 pàgines)
- Histoire et institutions de la Chine ancienne des origines au XIIe siècle après J. C., 1967 (amb Henri Maspero).Annales du Musée Guimet, Bibliothèque d'Études, tome LXXIII
- La bureaucratie céleste (1968,Gallimard).Traducció francesa (amb incorporacions del recull realitzat per la Universitat Yale de Chinese Civilization and Bureaucracy, Variations on a Theme, New Haven 1964). Obra que li va proporcionar gran popularitat de manera pòstuma. En castellà existeix una traducció d'aquest darrer llibre : La burocracia celeste (1974, Barral Editores Història de la Xina Imperial[1]